# François Fournier
François Fournier (* 1846 in Croix-de-Rozon; † 1917) war ein Briefmarkenfälscher.

Reproduktion Sachsendreier mit Falschstempel SEBNITZ 15.9.53

## Biografie
Fournier, in der Schweiz geboren, wurde später französischer Staatsbürger und diente in der Armee während des Deutsch-Französischen Krieges 1870/71. Später liess er sich in Genf nieder, wo er im Jahre 1904 die Firma des bankrotten Vorgängers Louis-Henri Mercier alias Henri Goegg käuflich erwarb. Dieser war einer der frühen Fälscher im 19. Jahrhundert, er eröffnete seine Firma im Jahre 1892 und wurde damals mit seinen Kopien von Briefmarken an verschiedenen Briefmarkenausstellungen mit Diplomen und Goldmedaillen ausgezeichnet.
Alsbald begann Fournier, selbst Fälschungen – vornehmer ausgedrückt Facsimiles – in grosser Zahl anzufertigen. Er beschäftigte zudem fähige Graveure wie beispielsweise Venturini aus Turin – ein früher Meister seines Faches, welcher seine guten Fälschungen an Fournier lieferte, wo sie mit dessen falschen Stempeln versehen wurden. Dies erklärt auch die unterschiedliche Güte seiner Produkte – mal dilettantisch und leicht erkennbar, mal beinahe perfekt. Zwischen 1910 und 1914 pries er seine Werke in einer eigenen Zeitschrift und Preisliste, Le Fac-Simile an; die letzte davon im Jahre 1914 enthielt 3671 verschiedene Angebote mit bei weitem nicht nur Raritäten. Fournier behauptete, über 20.000 Stammkunden zu haben.
Schon damals schieden sich die Geister, ob denn dies alles gut oder schlecht sei; die Einen hielten sein Tun für nützlich und sinnvoll – weniger betuchten Sammlern so die Möglichkeit zu bieten, ihre Alben zu füllen –, die Anderen verdammten sein Werk als kriminell, wohl auch aus kommerziellen Gründen. Wer sich für ein paar Franken die grössten Raritäten erwerben konnte, war für den Fachhandel ein verlorener Kunde. So erstaunt es nicht sonderlich, dass Fournier den führenden Briefmarkenhäusern ein Dorn im Auge war, und der Kampf gegen ihn fand Eingang in die Fachzeitschriften. Dabei war man nicht besonders zimperlich in der Wahl der Worte und die Klingen wurden oft heftig gekreuzt. Dass an der Herstellung und Verbreitung von Fälschungen bis zum heutigen Tag nichts Illegales vorliegt, wurde und wird leicht übersehen. Wichtig ist alleine der Umstand, dass dies nie mit dem Vorsatz des Betruges einhergeht. 
Der Erste Weltkrieg bereitete den Unternehmungen Fourniers Absatzprobleme und seine Firma geriet in ernsthafte Schwierigkeiten, zudem machten sich gesundheitliche Störungen bemerkbar, welche zum Tode Fourniers im Jahre 1917 führten. Beigesetzt wurde er in seinem Geburtsort Croix-de-Rozon.
Einer seiner Angestellten, Charles Hirschburger, führte das Unternehmen bis zu seinem Tode im Jahre 1927 mit mäßigem Erfolg weiter. Seine Witwe verkaufte anschliessend den gesamten Restbestand von 400 kg Facsimiles sowie der Werkstatt-Einrichtung an die Union philatelique de Genève, welche 1928 daraus 475 nummerierte Alben herstellte, die zum damaligen Preis von $ 25.00 an Prüfer, Interessierte und Museen verkauft wurden – ein heute gesuchtes Werk. Die Apparaturen wurden dem Historischen Museum in Genf übermacht. Die restlichen Vorräte an Fälschungen wurden am 17. September 1928 unter notarieller Aufsicht verbrannt.
Bis zum heutigen Tag werden die Produkte Fourniers zu Betrügereien benutzt, was sich wohl auch nie ändern dürfte. Er selbst war zeit seines Lebens nie des Betruges angeklagt oder überführt worden und hat auch nie den Versuch gemacht, seine Werke als echt an den Sammler zu bringen.